# 鬱築鞬
鬱築鞬（？—228年），中國三國時期的鮮卑首領之一。鮮卑大人軻比能的女婿。

## 生平
太和二年（228年），護烏桓校尉田豫派遣通曉鮮卑語的翻譯夏舍去拜見鬱築鞬，鬱築鞬卻殺害夏舍。同年秋天，田豫率領西部鮮卑蒲頭、泄歸泥出塞討伐鬱築鞬，大破鬱築鞬。田豫回軍至馬邑城，被軻比能圍困。上谷太守閻志（閻柔弟）前往勸解軻比能，軻比能解圍離去。